# Кортеш (Монсан)
Кортеш (порт. Cortes) — район (фрегезия) в Португалии, входит в округ Виана-ду-Каштелу. Является составной частью муниципалитета Монсан. По старому административному делению входил в провинцию Минью. Входит в экономико-статистический субрегион Минью-Лима, который входит в Северный регион. Население составляет 1080 человек на 2001 год. Занимает площадь 4,74 км².